# Saint-Pons-la-Calm
Saint-Pons-la-Calm település Franciaországban, Gard megyében. Lakosainak száma 501 fő (2022. január 1.). Saint-Pons-la-Calm La Capelle-et-Masmolène, Cavillargues, Gaujac, Le Pin, Sabran és Tresques községekkel határos.

## Népesség
A település népessége az elmúlt években az alábbi módon változott:
| Lakosok száma | 330  | 375  | 391  | 406  | 420  | 430  | 438  | 454  | 467  | 501  |
|               | 1968 | 1982 | 1990 | 2006 | 2013 | 2015 | 2017 | 2019 | 2020 | 2022 |